# 依玻里多二世·德·埃斯特
依玻里多二世·德·埃斯特（義大利語：Ippolito II d'Este；1509年8月25日—1572年12月2日）是一位天主教樞機，出生自義大利名門埃斯特家族。他的父親是費拉拉公爵阿方索一世·德·埃斯特，母親是教宗亞歷山大六世的私生女盧克雷齊亞·波吉亞，他是另一位樞機依玻里多一世·德·埃斯特的姪子。依玻里多二世最著名的事蹟是他將有1,400年歷史的哈德良別墅部分大理石構件拆除，用來裝飾自己的別墅埃斯特別墅。

## 生平

### 早年
依玻里多二世於1509年在費拉拉出生，他是費拉拉公爵阿方索一世·德·埃斯特與其第二任妻子盧克雷齊亞·波吉亞的第二個孩子（不計算他們夭折的男孩），他的兄長是埃爾科萊二世·德·埃斯特，於1534年繼承了爵位，除了兄長外他還有兩個弟弟及一個妹妹，另外還有兩個同父異母的私生子弟弟及妹妹。因為他母親的緣故，教宗亞歷山大六世是他的外公，而著名的義大利軍事將領切薩雷·波吉亞則是他的舅舅，依玻里多二世取自他的叔叔，依玻里多一世·德·埃斯特，他是一個頗有名望且富甲一方的樞機，擁有卡普阿、費拉拉、摩德納和米蘭等封地。

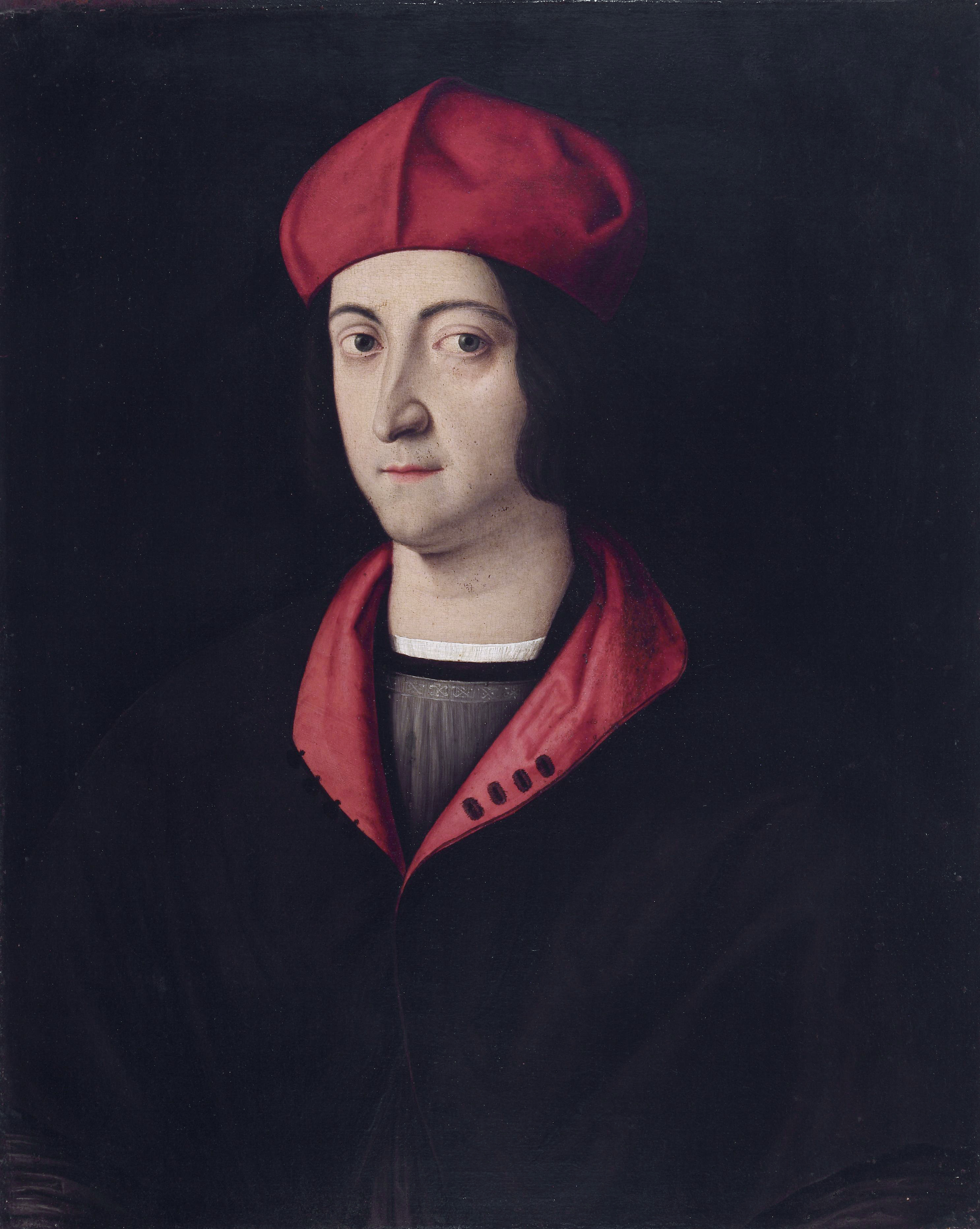
依玻里多一世·德·埃斯特像

依玻里多二世的童年及教育與一般貴族子女差異不大，他在人文主義者的教導下學會了拉丁語、希臘語、文學及歷史等當時貴族必備的知識，而他也會彈奏幾種樂器，另外他對馬上長矛比武、打獵、打網球及賭博也同樣感興趣。
依玻里多二世於1519年以10歲之齡從他叔叔依玻里多一世手中繼承米蘭總教區總主教一職（但收入仍歸依玻里多一世擁有直到他去世），依玻里多二世在接下來的職業生涯中陸續獲得了邦德諾、沙阿利、瑞米耶日、里昂、納博訥及蘇瓦松的一些修道院作為封地。
依玻里多一世於1520年去世，阿方索一世想要讓依玻里多二世接替成為樞機；由於當時依玻里多年紀太小且前一年才將他封為米蘭總教區總主教，教宗並沒有同意。阿方索一世在1527年的羅馬之劫中幫助查理五世攻打教宗國且趁機奪回在康布雷同盟戰爭中被教宗儒略二世佔領的摩德納及雷焦公國，更加深了他與教宗克勉七世之間的矛盾，這使得依玻里多二世的樞機之路更加艱難。

### 法國宮廷生涯
克勉七世於1534年9月去世，法爾內塞家族的教宗保祿三世繼位，而阿方索一世也於隔月去世。依玻里多二世的哥哥埃爾科萊二世繼承費拉拉公爵，埃爾科萊二世繼位後也積極的與教宗交涉，希望能讓自己的弟弟順利當上樞機，為家族牟利；新任教宗依舊沒有這麼爽快的答應，因為他希望先解決摩德納及雷焦的領土問題。
依玻里多二世於1535年夏天收到法國國王弗朗索瓦一世的來信，信中希望依玻里多二世能前去法國宮廷為他服務，弗朗索瓦一世是埃爾科萊二世的妻子法蘭西的蕾妮的姊夫。
依玻里多二世於1536年3月動身前往法國，他在接下來的兩年裡待在弗朗索瓦一世身邊觀察及學習宮廷中的各種政治手段，弗朗索瓦一世盡力幫忙依玻里多二世成為樞機，並為他爭取到幾個修道院院長的職務。
雖然埃爾科萊二世試圖利用高額的金錢及提醒保祿三世欠他母親家族一個人情（保祿三世的妹妹茱莉婭·法爾內塞曾是埃爾科萊二世的外公亞歷山大六世的情婦，也因為這層關係當時年輕的保祿三世才能被升為樞機）來作為談判籌碼，但保祿三世堅持必須等到處理完這些問題才願意封依玻里多二世為樞機，與此同時，弗朗索瓦一世與查理五世間的義大利戰爭 (1536-1538)也困擾著保祿三世，他希望兩方能保持和平並且將目光轉向對抗土耳其人。雙方最後在保祿三世的斡旋下於1538年在尼斯會面並簽訂和平協議，弗朗索瓦一世與查理五世在會議中皆積極說服保祿三世將依玻里多二世擢升為樞機。弗朗索瓦一世這麼做並不奇怪；但查理五世這麼做的原因是因為他私底下與埃爾科萊二世有過協議。如果他幫助依玻里多二世順利當上樞機，這對他有意控制義大利的野心絕對是有益無害的。
埃爾科萊二世與保祿三世的談判1538年底終於有了進展，埃爾科萊二世同意支付40,000斯庫多來解決領土問題，而保祿三世也答應了。保祿三世於1539年3月5日將依玻里多二世擢升為樞機，領阿奎洛聖母堂區司鐸銜。

### 樞機生涯
依玻里多二世在當上樞機後繼續為弗朗索瓦一世服務，弗朗索瓦一世死後也為他的繼任者亨利二世服務。依玻里多二世在1549年成為了法國的代言樞機，並離開法國前往羅馬/。他在1550年成為了法國控制的蒂沃利總督。並於同年3月19號放棄了米蘭總教區總主教的頭銜，但於1555年至1556年12月曾短暫復職。1552年他被任命為錫耶納共和國總督。
教宗保祿四世1555年當選教宗，甫上任他便指控依玻里多二世在教宗選舉秘密會議中有買票之嫌，並且反對他做到現在的職務。隨後依玻里多二世被流放至費拉拉，直到保祿四世去世的1559年才得以返回羅馬。
依玻里多二世在他的樞機生涯中曾經歷多次教宗選舉秘密會議，雖有強大的法國支持，但依玻里多二世在6次選舉中皆與教宗寶座無緣。

### 死亡及遺產
依玻里多二世於1572年患上嚴重的疾病，同年12月2日下午逝世。遺體在蒂沃利聖母堂安葬，聖堂在他的別墅附近。
現今位於摩德納的公爵宮中保有超過2,000多封依玻里多二世生前的書信及200餘本帳本。英國學者瑪莉·霍林斯沃斯（Mary Hollingsworth）根據這些資料完成著作《樞機的帽子：金錢，野心和波吉亞王子在王室的日常生活》（The Cardinal's Hat: Money, Ambition, and Everyday Life in the Court of a Borgia Prince）。

## 藝術贊助者

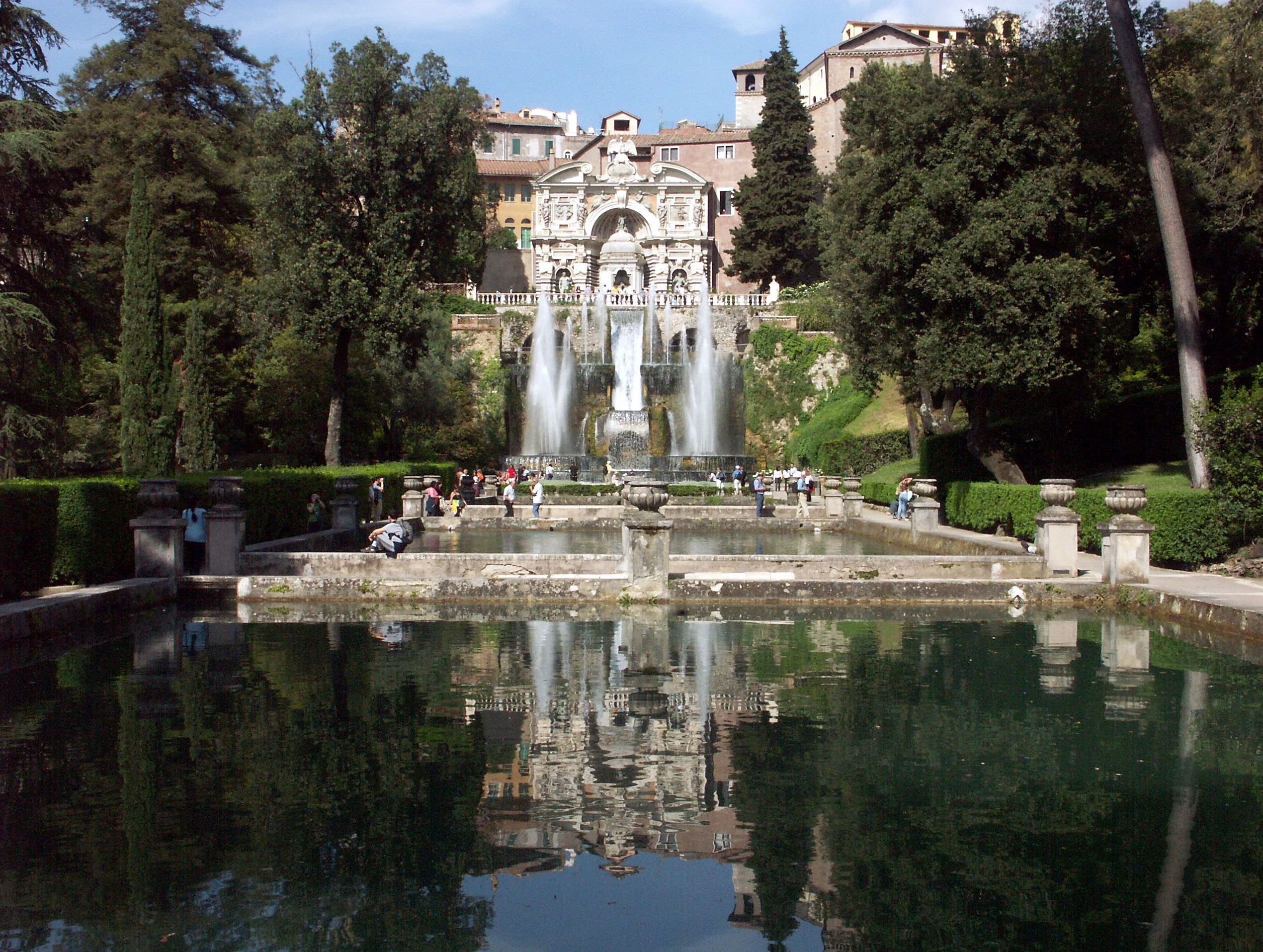
位於蒂沃利的埃斯特別墅，以其精緻的花園噴泉著名

出生貴族的依玻里多二世對於藝術及音樂有著濃厚的興趣。在他前往法國為弗朗索瓦一世服務之前，他積極翻新位於費拉拉的聖弗朗切斯科宮（Palazzo San Francesco），在被擢升為樞機後，他於1538年向他的表哥埃爾科萊·貢扎加樞機承租了他位於羅馬的住所。他也委託風格主義建築師皮羅·利高里奧為他設計修建位於蒂沃利的埃斯特別墅。他為了裝飾別墅甚至從哈德良別墅拆除了部分大理石構件及雕像，使得這個擁有1,400年歷史的古蹟失去了原有的特色。即使如此，仍不可抹滅埃斯特別墅在建築及藝術上的成就，它於2001年被聯合國教科文組織宣布為世界遺產。依玻里多二世還贊助了著名的作曲家喬瓦尼·皮耶路易吉·達·帕萊斯特里納。
常常會有人將依玻里多二世與教宗保祿三世的孫子亞歷山大·法爾內塞樞機做比較，他們兩人都來自顯赫的家族，且不管在教宗選舉或是藝術贊助上都是競爭對手。

## 情婦及子女
依玻里多二世曾有過一位名叫維奧蘭特（Violante）的情婦，她可能是一位米蘭貴族之女，這位貴族曾效力於盧克雷齊亞·波吉亞，依玻里多二世與她有個私生女名為蕾娜塔（Renata d'Este，約1535年/1536年至1555年），蕾娜塔在費拉拉長大，並於博洛尼亞接受教育，她於1553年嫁給了米蘭多拉公國的盧多維科二世·皮科·德拉·米蘭多拉公爵（Ludovico II Pico della Mirandola），依玻里多二世給了她約3,000斯庫多、一些珠寶及衣服作為嫁妝。但很可惜的是蕾娜塔在1555年便因扁桃腺炎去世了。

### 引用
1. ↑   Hollingsworth p.14
2. ↑  Hollingsworth p.15
3. ↑  Hollingsworth p.60
4. ↑  Hollingsworth p.62
5. 1 2  Hollingsworth p.203
6. ↑  Hollingsworth pp.207-208
7. ↑  Hollingsworth p.220
8. ↑   L. Chiappini pp.268-269
9. ↑  Hollingsworth p.270
10. 1 2  Hollingsworth p.271
11. ↑  Hollingsworth p.1
12. ↑  Hollingsworth p.61
13. ↑   L. Chiappini p.272